# Jiří Nedvídek
Jiří Nedvídek (* 9. února 1931) je bývalý český fotbalista, záložník a útočník a fotbalový trenér.

## Fotbalová kariéra
V československé lize hrál za ČH Bratislava a Dynamo Praha. V lize nastoupil v 94 utkáních a dal 1 gól. Za juniorskou reprezentaci nastoupil ve 2 utkáních a dal 1 gól. Finalista Spartakiádního poháru 1959–1960.

## Ligová bilance
| Ročník                                   | Zápasy | Góly | Klub          |
| ---------------------------------------- | ------ | ---- | ------------- |
| Přebor československé republiky 1955     | -      | 0    | ČH Bratislava |
| 1. československá fotbalová liga 1957/58 | -      | 0    | Dynamo Praha  |
| 1. československá fotbalová liga 1958/59 | -      | 0    | Dynamo Praha  |
| 1. československá fotbalová liga 1959/60 | -      | 0    | Dynamo Praha  |
| 1. československá fotbalová liga 1960/61 | -      | 1    | Dynamo Praha  |
| CELKEM 1. liga                           | 94     | 1    |               |

## Trenérská kariéra
V letech 1968–1969 trénoval v lize Slavii Praha.